# František Kendra
František Kendra (14. srpna 1893 – 26. března 1976) byl československý politik a meziválečný poslanec Národního shromáždění za Autonomistický blok.

## Biografie
Profesí byl rolník. Podle údajů z roku 1935 bydlel v Bardejově-Nové Vsi.
V parlamentních volbách v roce 1935 získal mandát v Národním shromáždění za Autonomistický blok, jehož vznik iniciovala Hlinkova slovenská ľudová strana. Poslanecké křeslo si oficiálně podržel do zrušení parlamentu roku 1939.